# Træt i trafikken
|  | Denne artikel er oprettet af botten Steenthbot ud fra en ekstern database. Den kan derfor have sproglige fejl eller mangler. Denne skabelon kan fjernes efter kontrol af indholdet. |

Træt i trafikken er en dansk dokumentarfilm fra 1972 instrueret af Franz Ernst efter eget manuskript.

## Handling
Det er farligt at køre, når man er træt. Fornuftig tilrettelæggelse af ruten, hvilepauser mm. kan formindske risikoen for ulykker.